# Cortiçadas de Lavre e Lavre
Cortiçadas de Lavre e Lavre (llamada oficialmente União das Freguesias de Cortiçadas de Lavre e Lavre) es una freguesia portuguesa del municipio de Montemor-o-Novo, distrito de Évora.

## Historia
Fue creada el 28 de enero de 2013 en aplicación de una resolución de la Asamblea de la República de Portugal promulgada el 16 de enero de 2013 con la unión de las freguesias de Cortiçadas de Lavre y Lavre, pasando su sede a estar situada en la antigua freguesia de Cortiçadas de Lavre.

## Demografía
| Gráfica de evolución demográfica de Cortiçadas de Lavre e Lavre entre 2011 y 2021 |
|                                                                                   |
| Datos según el nomenclátor publicado por el INE portugués.                        |